# Peter-Wiechenthaler-Hütte

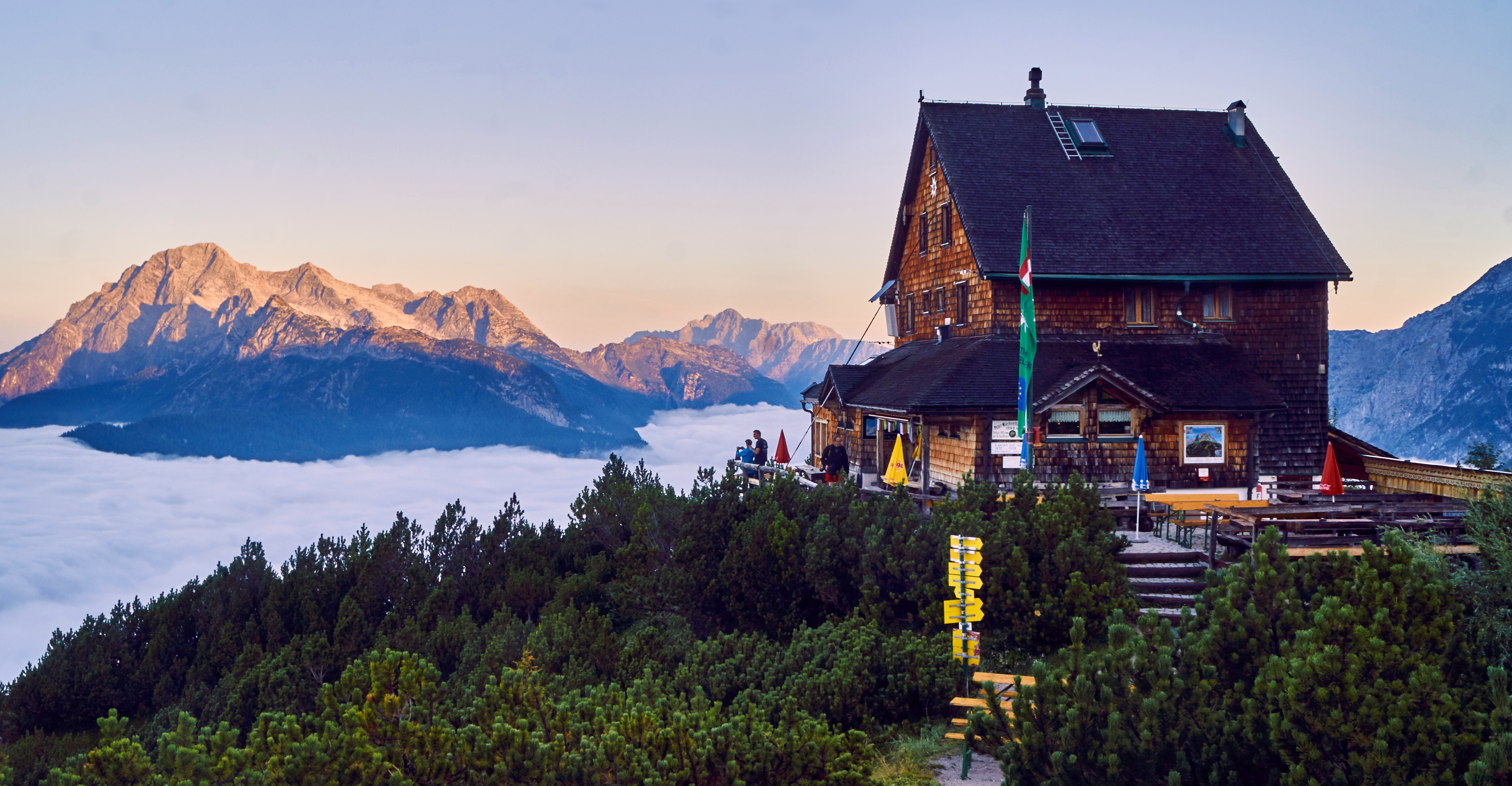
Peter-Wiechenthaler-Hütte mit Leoganger und Loferer Steinbergen (2015)

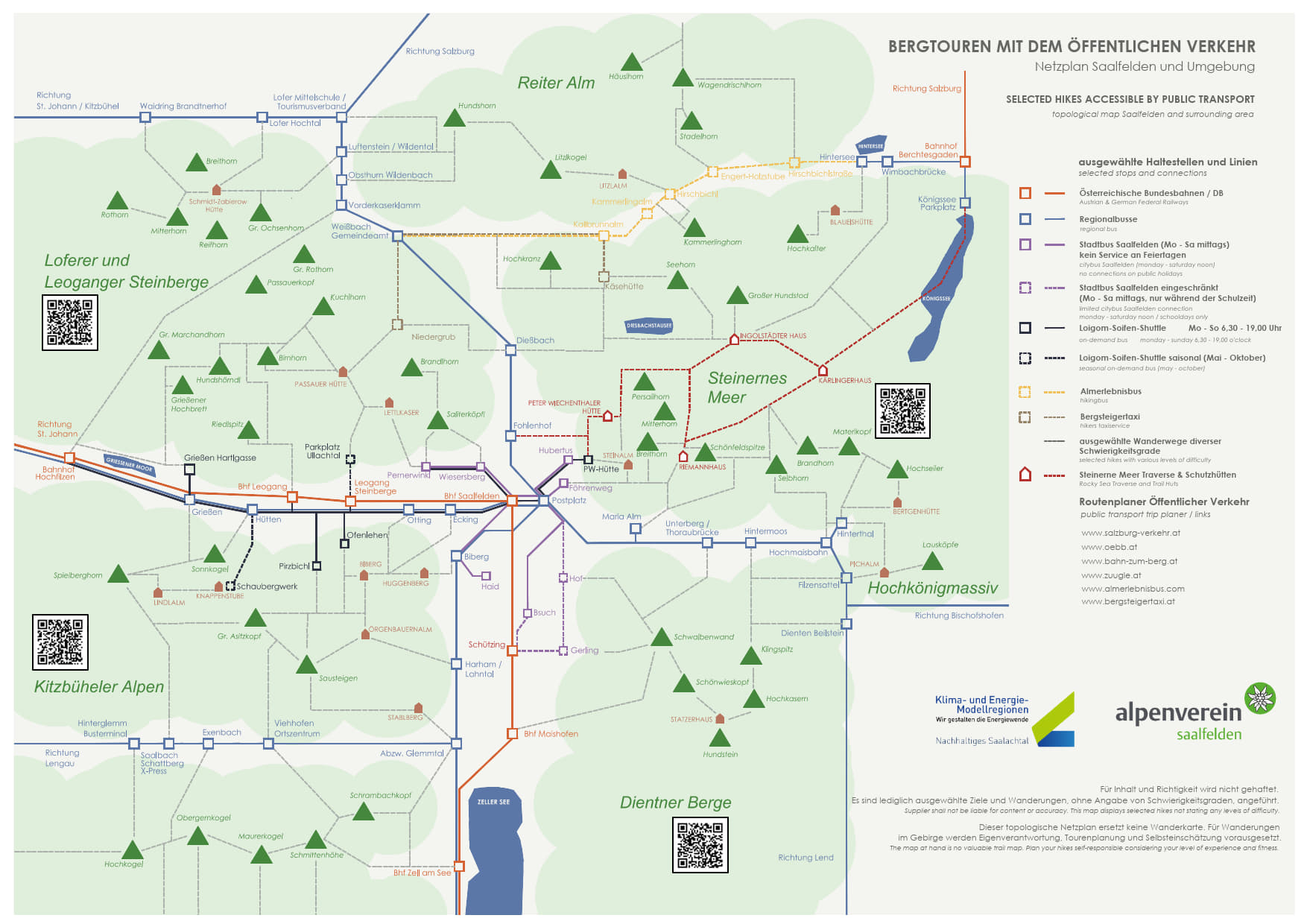
Erreichbarkeit der Peter-Wiechenthaler-Hütte mit dem Öffentlichen Verkehr

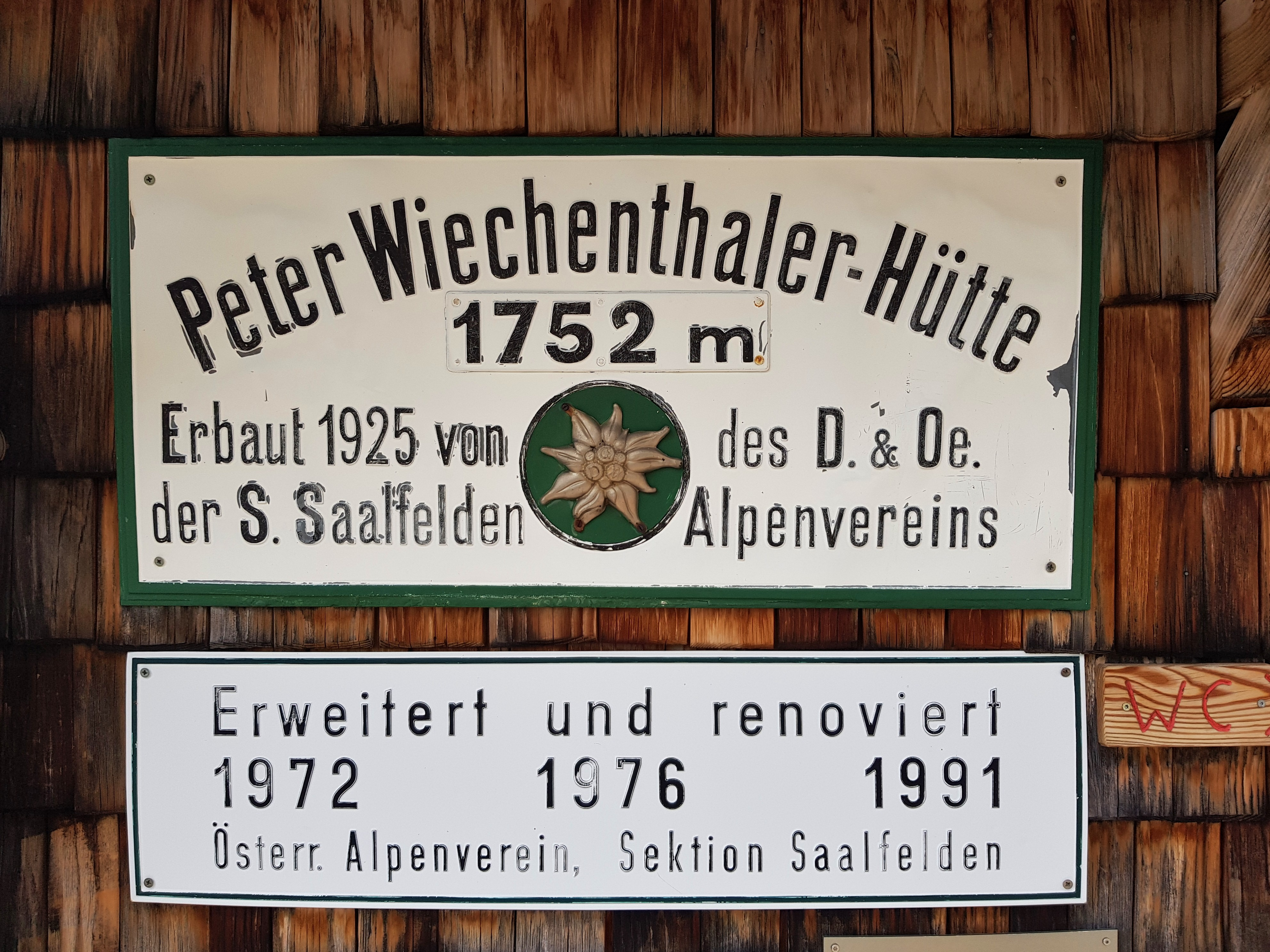
Hüttenschild

Die Peter-Wiechenthaler-Hütte ist eine Alpenvereinshütte der Sektion Saalfelden des Österreichischen Alpenvereins (ÖAV) Sie liegt auf 1707 m ü. A. am südwestlichen Rand des Steinernen Meeres hoch über Saalfelden. Sie befindet sich im Salzburger Land in den Berchtesgadener Alpen am Fuß des Persailhorns auf dem Rücken des Kienalkopfes, auf dem Gebiet des Reviers Leogang der Saalforste (Forstdistrikt 13 Buchweißbach). Es ist ein beliebtes Ausflugsziel von Wanderern und Tagesgästen, aber auch ein wichtiger Stützpunkt für Bergsteiger, die von hier aus anspruchsvolle Klettersteige sowie zahlreiche Gipfelbesteigungen und Überschreitungen im Steinernen Meer unternehmen können.

## Geschichtliches
Die Peter-Wiechenthaler-Hütte wurde in den Jahren 1924/26 auf Initiative des Saalfeldener Maurermeisters Peter Wiechenthaler (1859–1927) errichtet. Die Hütte ist in der Regel von Ende Mai bis Ende September/Anfang Oktober durchgehend bewirtschaftet. Sie verfügt über 14 Betten und 40 Matratzenlager. Im Winter ist die Hütte geschlossen, bis zu 6 Skitourengeher können im Winterraum übernachten (nur mit AV-Schloss der Sektion zugänglich).
In den Jahren 1972, 1976, 1991 und 2020 wurde die Hütte renoviert und erweitert. Die Baukosten für den Umbau im Jahr 2020 liegen bei ca. 1 Million Euro.

## Zugänge
- Von Saalfelden-Bachwinkel (800 m) über Hüttenweg, leicht, Gehzeit: 2¾ Stunden.
- Von Ortsmitte Saalfelden (750 m) über Bachwinkel und Hüttenweg, leicht, Gehzeit: 3½ Stunden.
- Vom Parkplatz Kaltenbachtal (850 m) über Metzger-Steinalm und Persailfoissel, mittel, Gehzeit: 4 Stunden.

## Öffentliche Anreise

### Stadtbus
- Haltestelle "Saalfelden Hubertus" über den Normal- bzw. Seilbahnweg
- Haltestelle "Saalfelden Föhrenweg" über die Steinalm

### Loigom-Soifen-Shuttle
- Haltestelle "Parkplatz Peter-Wiechenthaler-Hütte"

### Postbus
- Haltestelle "Saalfelden Fohlenhof" über den Wasserfallweg durch den Stoißengraben

## Übergänge
- Ingolstädter Haus (2120 m) über Weißbachlscharte und Eichstätter Weg, mittel, Gehzeit: 4 Stunden.
- Kärlingerhaus (1635 m) über Weißbachlscharte und Hirschsattel, mittel, Gehzeit: 4½ Stunden.
- Riemannhaus (2180 m) über Weißbachlscharte und Eichstätter Weg, mittel, Gehzeit: 4 Stunden.
- Riemannhaus über Persailhorn, Breithorn, Kletterei im Schwierigkeitsgrad II, teilweise gesichert, Gehzeit: 5½ Stunden.

## Gipfelbesteigungen
- Persailhorn (2350 m) über zwei verschiedene Klettersteige, Schwierigkeitsgrad II, gesichert, Gehzeit: 2½ Stunden.
- Mitterhorn (2491 m) über Persailhorn, Schwierigkeitsgrad II, teilweise gesichert, Gehzeit: 3½ Stunden.
- Breithorn (2504 m) über Persailhorn und Mitterhorn, Schwierigkeitsgrad II, teilweise gesichert, Gehzeit: 4½ Stunden.
- Aulhorn (2367 m) über Weißbachlscharte und Achselhorn, oder über das Persailhorn; Schwierigkeitsgrad I, teilweise gesichert, Gehzeit: 3 Stunden.
- Achselhorn (2467 m) entweder über die Weißbachlscharte (unschwierig), oder über Persailhorn und Aulhorn, Schwierigkeitsgrad I, Gehzeit: 2½–3 Stunden.
- Schartenkopf (2308 m) über die Weißbachlscharte, unschwierig, ab der Scharte weglos, Gehzeit: 2 Stunden.
- Hollermaißhorn (2298 m) über die Weißbachlscharte und den Schartenkopf, ab der Scharte weglos, Schwierigkeitsgrad I, Gehzeit: 3 Stunden.